# اچ‌ام‌اس نورفک (۱۶۹۳)
اچ‌ام‌اس نورفک (۱۶۹۳) (به انگلیسی: HMS Norfolk (1693)) یک کشتی بود که طول آن ۱۵۶ فوت ۶ اینچ (۴۷٫۷ متر) بود.